# 14595 Пекер
14595 Пекер (14595 Peaker) — астероїд головного поясу, відкритий 23 вересня 1998 року.
Тіссеранів параметр щодо Юпітера — 3,390.